# Brissy-Hamégicourt
Brissy-Hamégicourt es una comuna francesa, situada en el departamento de Aisne, de la región de Alta Francia.

## Historia
Se formó en 1965 por la agrupación de las comunas de Brissy y de Hamégicourt.

## Demografía
| 805 | 814 | 741 | 726 | 715 | 626 | 640 | 654 |
| Para los censos de 1962 a 1999 la población legal corresponde a la población sin duplicidades (Fuente: INSEE [Consultar]) |     |     |     |     |     |     |     |